# Дятел сулавеський

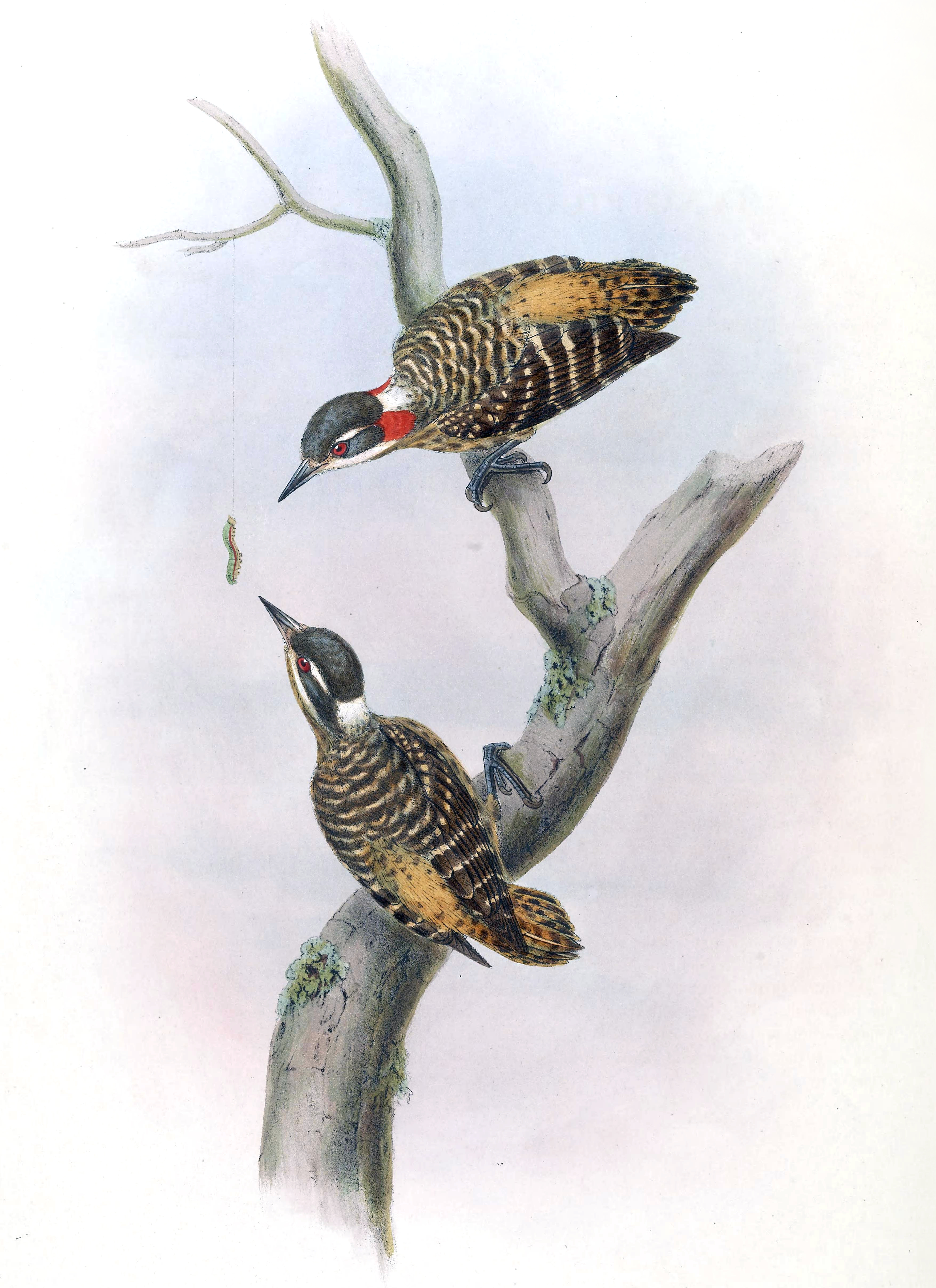
Сулавеські дятли

Дя́тел сулавеський (Yungipicus temminckii) — вид дятлоподібних птахів родини дятлових (Picidae). Ендемік Індонезії. Вид названий на честь голландського зоолога Конрада Якоба Темінка.

## Поширення і екологія
Сулавеські дятли є ендеміками Сулавесі. Вони живуть у вологих рівнинних і гірських тропічних лісах. Зустрічаються на висоті до 2300 м над рівнем моря.